# Državna cesta D42
D42 je državna cesta u Hrvatskoj. Ukupna duljina iznosi 90,3 km.